# Air Atlantique

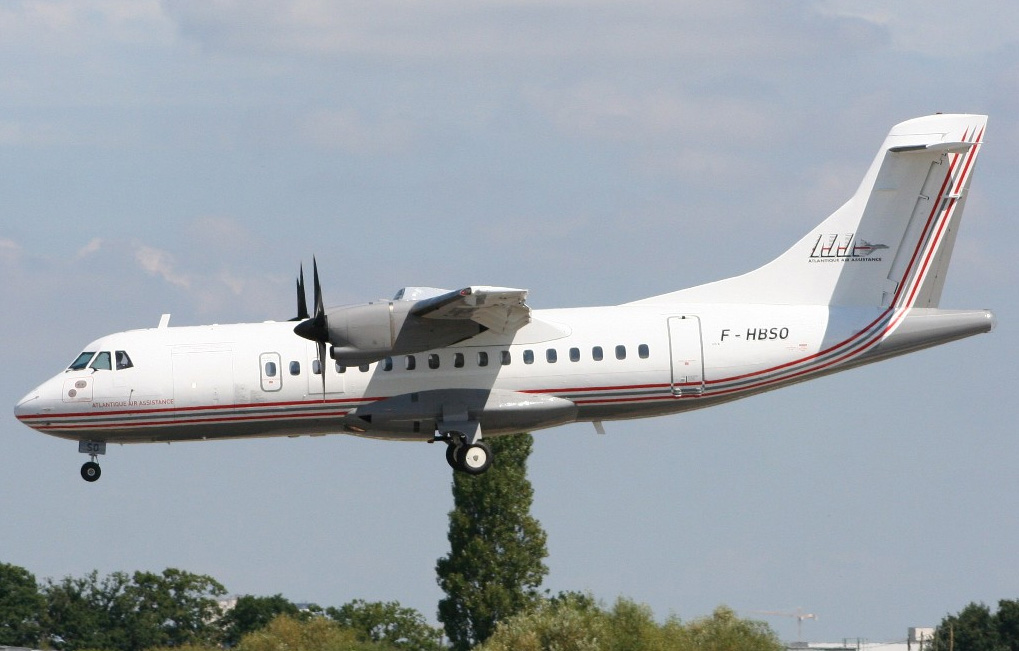
Az Air Atlantique egyik ATR 42-es gépe (F-HBSO)

Az Air Atlantique egy Coventryben, az Egyesült Királyságban bejegyzett légitársaság. Charter járatokat üzemeltet Európa, Afrika és a Közel-Kelet teljes területén. Legfőbb repülőtere a Coventryi repülőtér.

## Története
A légitársaságot 1969-ben, a Csatorna-szigetekhez tartozó Jersey-n General Aviaton Services néven alapították. Jelenlegi nevét 1977-ben vette fel, mikor Douglas DC-3 típusú gépekkel kezdték el charterjáratok szervezését. A cég 1985 decemberében költözött jelenlegi helyére.

## Flotta
Az Air Atlantique flottája a következő gépekből áll:
- 2 ATR 72-200
- 3 ATR 42-300
- 1 Fairchild Metro III
- 1 Cessna Citation